# ماساهارو ماتسوشيتا
ماساهارو ماتسوشيتا (باليابانية: 松下正治؛ بالكانا: まつした まさはる) هو شخصية أعمال ياباني، ولد في 17 سبتمبر 1912 في طوكيو في اليابان، وتوفي في 16 يوليو 2012 في أوساكا في اليابان.